# Lukas Haubenwaller
Lukas Haubenwaller (* 23. April 2003 in Wien) ist ein österreichischer Fußballspieler.

## Karriere
Haubenwaller begann seine Karriere beim SV Mitterndorf. Im März 2015 wechselte er in die Jugend des FC Admira Wacker Mödling. Bei der Admira durchlief er ab der Saison 2017/18 dann auch sämtliche Altersstufen in der Akademie. Zur Saison 2021/22 wechselte er nach Deutschland in die U-19 des SV Wehen Wiesbaden.
Nach einem Jahr im Ausland kehrte Haubenwaller zur Saison 2022/23 wieder nach Österreich zurück und schloss sich dem Regionalligisten SC Neusiedl am See an. Für die Burgenländer kam er bis zur Winterpause zu 15 Einsätzen in der Regionalliga, in denen er sechsmal traf. Im Jänner 2023 wechselte der Angreifer zur Reserve des FK Austria Wien, bei dem er einen bis Juni 2026 laufenden Vertrag erhielt. Sein Debüt in der 2. Liga gab er im Februar 2023, als er am 17. Spieltag jener Saison gegen die Kapfenberger SV in der Startelf stand. Insgesamt kam er für die Violets zu elf Zweitligaeinsätzen, ehe er mit dem Team zu Saisonende aus der 2. Liga abstieg. Daraufhin wurde er zur Saison 2023/24 auf Kooperationsbasis an den Zweitligisten SV Stripfing verliehen. Für Stripfing kam er bis zur Winterpause zu neun Einsätzen.
Im Jänner 2024 kehrte er leihweise nach Neusiedl in die Regionalliga zurück.